# Klaus-Jürgen Dankert
Klaus-Jürgen Dankert (* 1939/1940; † 10. September 2019) war ein deutscher Sportfunktionär.

## Leben
Dankert war ab 1959 ehrenamtlich im Sport tätig. Bei der Hamburger Sportjugend saß er ab 1962 im Jugendausschuss, von 1971 bis 1977 war er Vorsitzender der Sportjugend. Anschließend brachte sich Dankert in die Vorstandsarbeit des Hamburger Sportbundes (HSB) ein, ab 1981 war er dort Vizepräsident sowie zwischen 1997 und 2005 Vorsitzender. Nach dem Ausscheiden aus dem Amt Ende Juni 2005 wurde Dankert zum HSB-Ehrenpräsidenten ernannt. Vor seiner Abwahl als Vorsitzender des Hamburger Sportbundes war Kritik an Dankert geäußert worden, da der HSB unter seiner Leitung eine Gebührenerhebung der Stadt Hamburg für die Nutzung von öffentlichen Sportanlagen und Hallen nicht hatte verhindern können.
Dankert gehörte zu den treibenden Kräften der Bewerbung Hamburgs um die Austragung der Olympischen Sommerspiele 2012. Nach dem Scheitern in der deutschen Vorauswahl brachte Dankert eine abermalige Hamburger Bewerbung für 2016 ins Gespräch.